# Ченчениге Агордино
Ченченѝге Агордѝно (на италиански: Cencenighe Agordino; на ладински: Zenzenìghe, Ценцениге) е село и община в Северна Италия, провинция Белуно, регион Венето. Разположено е на 773 m надморска височина. Населението на общината е 1327 души (към 2014 г.).